# Moving target indication
Moving Target Indication, MTI, en funktion i en radar som känner igen rörliga mål och kan skilja ut dem från stillastående radarekon som till exempel från markreflexer eller remsor vilka generellt sett färdas relativt långsamt. 
En vanlig teknik är att jämföra skillnaden mellan två radarekon som följer efter varandra. Ett mål som rör sig i riktning mot eller från radarn medför en skillnad mellan pulserna. Tekniken har svårt att skilja ut mål som rör sig i sidled sett från radarn.